# 廣州公車旅遊觀光1路
广州公交旅游观光1线是廣東省廣州市的一條旅游观光巴士路線，开通当时亦为广州市首条双层敞篷巴士路线，由廣州市一汽巴士公司營辦，于2013年2月13日开通。该路线往來海珠区的珠江泳场與黄埔古村，串联起海珠区的各大人文历史景点，全程票价在开通当时为3元，后调整为2元。

## 用車
此路線曾使用 宇通客车 ZK6105HNGS1 型开篷观光双层巴士运营。
- 第一批6辆，于2013年2月8日购置，其中编号 3352~3354 为带顶篷版本，编号 3355~3357 为全露天版本。
- 第二批6辆，于2013年7月27日购置，编号 3358~3364。

2021年6月，宇通双层巴士全數退役。线路现用廣州廣汽比亞迪 GZ6102B2EV (B10) 作為固定配車，週末及公眾假期亦會有所屬分公司的其他車型作支援運力。
| 自編號  | 車牌       | 車型             |
| ------- | ---------- | ---------------- |
| Y3-6207 | 粵A·25594D | GZ6102B2EV (B10) |
| Y3-6211 | 粵A·33795D | GZ6102B2EV (B10) |
| Y3-6223 | 粵A·30836D | GZ6102B2EV (B10) |
| Y3-6224 | 粵A·06336D | GZ6102B2EV (B10) |